# Dina Meza
Dina Meza là một nhà báo từng đoạt giải thưởng, người bảo vệ nhân quyền và người sáng lập PEN Honduras, một tổ chức hỗ trợ các nhà báo có nguy cơ.

## Tiểu sử
Dina Meza sinh năm 1962 tại Cofradía, Cortés Honduras.

## Làm việc và hoạt động
bàng việc của Meza tập trung vào việc lạm dụng và vi phạm nhân quyền. Năm 1989, anh trai của Meza bị quân đội bắt cóc và tra tấn, và kinh nghiệm của anh đã thúc đẩy bà bắt đầu báo cáo về các vi phạm nhân quyền ở Honduras. bà cũng trích dẫn ba đứa con của mình như là động lực để bà tiếp tục làm việc, bất chấp những nguy hiểm của nó.
Meza đã làm việc như một nhà báo từ năm 1992. bà thành lập và chỉnh sửa Pasos de Animal Grande, một tờ báo chỉ trực tuyến có tài liệu về vi phạm nhân quyền ở Honduras, như một cách để bàng việc của bà được nhìn thấy rộng rãi hơn, và tránh sự kiểm duyệt bàng việc mà bà gặp ở quê nhà.
Năm 2012, bà là thành viên của Ủy ban Gia đình của những người bị giam giữ và biến mất ở Honduras (COFADEH). Vào năm 2016, Meza đã báo cáo về vụ giết chết Berta Caceres, một nhà hoạt động môi trường.
Bà đã thành lập một tổ chức có tên là Timeismo y Democracia - Báo chí & Dân chủ với mục đích cung cấp sự bảo vệ tốt hơn cho các nhà báo ở Honduras và cách an toàn hơn để chia sẻ bàng việc của họ mà không cần kiểm duyệt. bà là người sáng lập và chủ tịch hiện tại của PEN Honduras, một tổ chức hỗ trợ các nhà báo gặp rủi ro.
Meza được mệnh danh là một trong những phóng viên không có biên giới "100 anh hùng và nữ anh hùng thông tin" năm 2014.

## Đe dọa và lạm dụng
Bản chất bàng việc của Meza là bà và gia đình phải đối mặt với nhiều mối đe dọa bạo lực và các trường hợp quấy rối, bao gồm các mối đe dọa rõ ràng về bạo lực tình dục. Năm 2006, sau cuộc điều tra của tạp chí trực tuyến Revistazo của bà về việc lạm dụng quyền lao động được thực hiện bởi các bàng ty an ninh tư nhân ở Horduras, Dionisio Diaz Garcia, một luật sư của tạp chí, đã bị bắn chết. Vào năm 2013, các mối đe dọa đối với sự an toàn của bà đã khiến bà phải sống lưu vong năm tháng. Trong khoảng thời gian từ tháng 1 đến tháng 10 năm 2015, Meza đã báo cáo rằng bà phải chịu 36 trường hợp đe dọa cá nhân đối với an ninh của mình.

## Giải thưởng
Năm 2007, Meza nhận giải thưởng đặc biệt của Tổ chức Ân xá Quốc tế Vương quốc Anh dành cho các nhà báo có nguy cơ. Năm 2014, bà được trao giải thưởng Tự do ngôn luận quốc tế Oxfam Novib / PEN.